# تایرا نو توکوکو
تایرا نو توکوکو (به ژاپنی: 平 徳子 Taira no Tokuko); ۱ ژانویهٔ ۱۱۵۵ – ۲۵ ژانویهٔ ۱۲۱۴) دختر دایجو-دایجین تایرا نو کیوموری و تایرا نو توکیکو و همسر امپراتور تاکاکورا اهل ژاپن بود. پسر وی امپراتور آنتوکو نام داشت. وی آخرین بازمانده از خاندان تایرا پس از شکست این خاندان در نبرد دان نو اورا بود.

## خانواده
- تایرا نو تاداموری پدر بزرگ پدری
- تایرا نو توکینوبو پدربزرگ مادری
- تایرا نو کیوموری پدر
- تایرا نو توکیکو مادر
- تایرا نو توکیتادا دایی

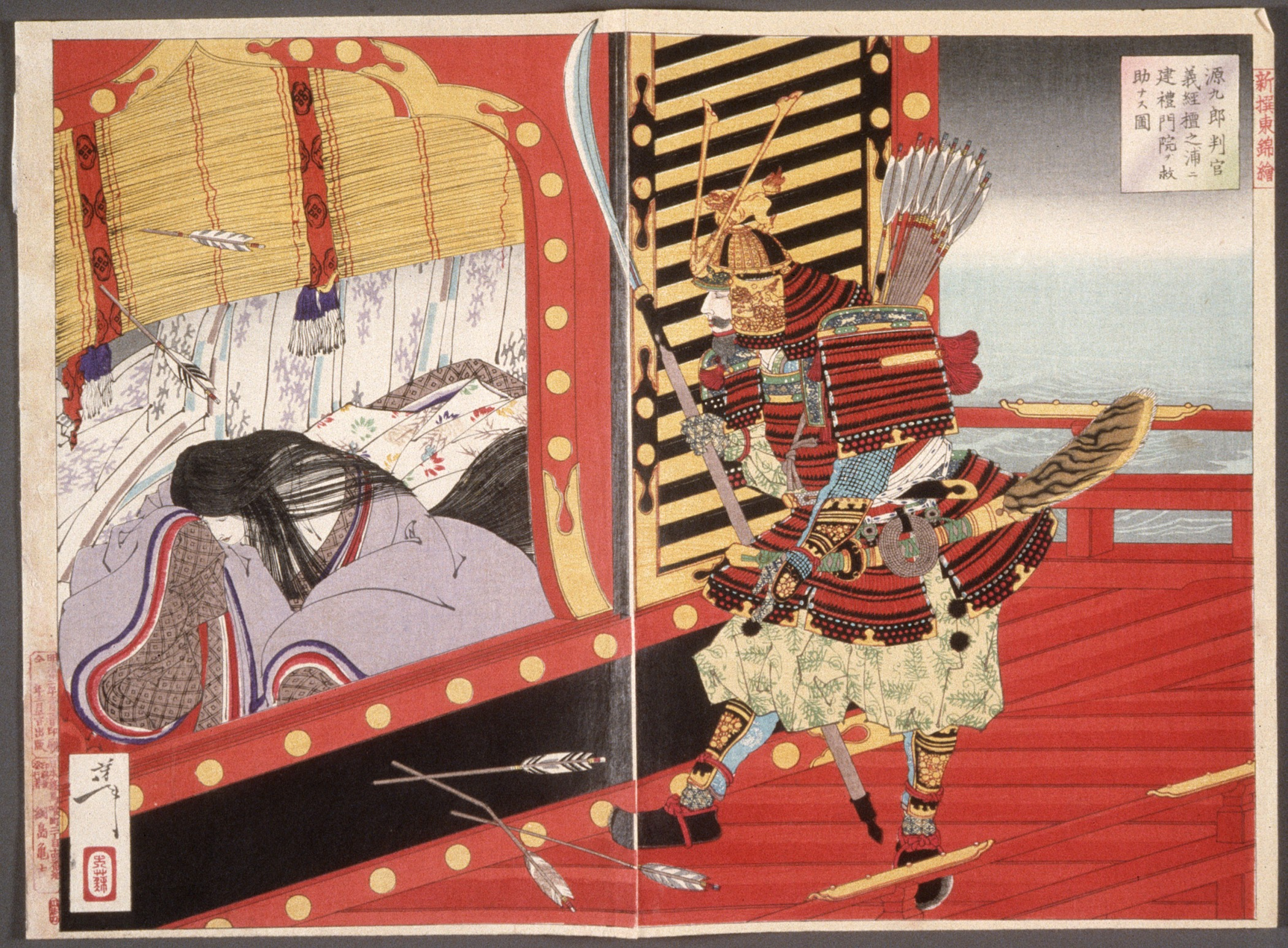
میناموتو نو یوشی‌تسونه در نبرد دان نو اورا، توکوکو را از دریا بیرون می کشد و مانع خودکشی می شود

- تایرا نو شیگه‌کو خاله و همسر امپراتور گو شیراکاوا
- امپراتور گو شیراکاوا پدر همسر
- تایرا نو شیگه‌موری برادر
- تایرا نو مونه‌موری برادر
- امپراتور تاکاکورا همسر
- امپراتور آنتوکو:فرزند پسر